# Малик, Ян
Ян Малик (чеш. Jan Malík; 15 февраля 1904, Пршибрам — 24 июля 1980, Прага) — чешский и чехословацкий театральный деятель, режиссёр, драматург, педагог, профессор, редактор, переводчик, театральный критик, теоретик театра кукол. Лауреат государственной премии им. Клемента Готвальда (1952).
В 1933—1972 годах — генеральный секретарь, с 1972 года — почётный президент Международного союза деятелей театра кукол (UNIMA).

## Биография
Сын школьного учителя. Изучал классическую филологию на факультете искусств Карлова университета. В 1930 года стал кандидатом медицинских наук. В течение двух лет учительствовал в Праге и в Новом Йичине.
Творческую деятельность начал в 1923 году в пражском театре «Сокольская кукольная сцена» (где поставил спектакль «Царь Эдип» Софокла, 1933).
Автор и постановщик знаменитого кукольного спектакля «Мичек-Фличек» (1936, театр «Художественное воспитание»), герой которого — марионетка с головой в виде волосатого футбольного мяча; пьеса переведена на многие языки мира и вошла в репертуар европейских театров марионеток (Мичек-Фличек стал популярной детской потешной куклой).
В 1949—1966 годах — основатель и директор Центрального театра кукол в Праге, а также его филиалов в Брно, Ческе-Будеёвице, Либереце, Кладно. Создатель Музея марионеток в Хрудиме (1972).
Основатель и редактор одного из первых специализированных журналов об искусстве кукольного театра «Loutkár» («Кукольник», 1936). С 1940 года — редактор чешского журнала «Loutkářská scéna» («Кукольная сцена»).
Автор ряда исторических трудов, посвящённых театру кукол Индии, Шри-Ланки, Индонезии, Бирмы, Камбоджи, Монголии, Таиланда. Перевёл на чешский язык книги С. В. Образцова («Актёр с куклой», 1947; «Моя профессия», 1955).
Был одним из инициаторов создания кукольного отделения Театрального факультета Академии музыкальных искусств в Праге, где впоследствии также читал лекции по режиссуре и истории кукольного театра.

## Лучшие постановки
- «Пан Иоганес» А. Ирасека (1950),
- «Песня Сармико» К. Шнейдера (1951),
- «Волынщик из Стракониц» Й. К. Тыла (1958),
- «История с месяцем» Л. Ашкенази (1960).